# اسكايمية
اسكايمية هي قرية جزائرية صغيرة تابعة لبلدية الأوريسية: الكائنة بدائرة عين أرنات، بولاية سطيف